# Сопино (Донецкая область)
Сопино (укр. Сопине) — село, входит в состав Лебединовского сельского совета Волновахского района Донецкой области, до 11 декабря 2014 года входило в Новоазовский район.
Код КОАТУУ — 1423683503. Население по переписи 2001 года составляет 282 человека. Почтовый индекс — 87641. Телефонный код — 6296.

## История
В 2014 году село переподчинено Волновахскому району.

## Местный совет
87640, Донецкая область, Волновахский район, с. Лебединское, ул. Заводская, 3.